# Sphaerostephanos
Sphaerostephanos, rod papratnjača iz porodice Thelypteridaceae, dio reda osladolike. Na popisu je 192 vrste iz tropske Afrike, Azije i pacifičkih otoka
Rod je opisan 1839..

## Vrste
1. Sphaerostephanos adenostegius (Copel.) Holttum
2. Sphaerostephanos alatellus (Christ) Holttum
3. Sphaerostephanos albosetosus (Copel.) Holttum
4. Sphaerostephanos alcasidii Holttum
5. Sphaerostephanos alpinus Holttum
6. Sphaerostephanos alticola Holttum
7. Sphaerostephanos angustibasis Holttum
8. Sphaerostephanos angustifolius (C. Presl) Holttum
9. Sphaerostephanos appendiculatus (Blume) Holttum
10. Sphaerostephanos aquatilis (Copel.) Holttum
11. Sphaerostephanos arbusculus (Willd.) Holttum
12. Sphaerostephanos archboldii (C.Chr.) Holttum
13. Sphaerostephanos arfakianus (Baker) Holttum
14. Sphaerostephanos atasripii (Rosenst.) Holttum
15. Sphaerostephanos austerus (Brause) Holttum
16. Sphaerostephanos bakeri (Harr.) S.E.Fawc. & A.R.Sm.
17. Sphaerostephanos baramensis (C.Chr.) Holttum
18. Sphaerostephanos batacorum (Rosenst.) Holttum
19. Sphaerostephanos batjanensis (Rosenst.) Holttum
20. Sphaerostephanos batulantensis Holttum
21. Sphaerostephanos beccarianus (Ces.) S.E.Fawc. & A.R.Sm.
22. Sphaerostephanos benoiteanus (Gaudich.) Holttum
23. Sphaerostephanos braithwaitei Holttum
24. Sphaerostephanos brauseanus (Holttum) S.E.Fawc. & A.R.Sm.
25. Sphaerostephanos bulusanicus (Holttum) S.E.Fawc. & A.R.Sm.
26. Sphaerostephanos canescens (Blume) Holttum
27. Sphaerostephanos carrii Holttum
28. Sphaerostephanos cartilagidens P.M.Zamora & Co
29. Sphaerostephanos castaneus (A.R.Sm. & Lorence) A.R.Sm. & Lorence
30. Sphaerostephanos cataractorum (W.H.Wagner & Grether) Holttum
31. Sphaerostephanos caulescens Holttum
32. Sphaerostephanos confertus (Brause) Holttum
33. Sphaerostephanos convergens Holttum
34. Sphaerostephanos cyrtocaulos (Alderw.) Holttum
35. Sphaerostephanos daymanianus Holttum
36. Sphaerostephanos debilis (Mett.) Holttum
37. Sphaerostephanos decadens (Baker) Holttum
38. Sphaerostephanos dichrotrichoides (Alderw.) Holttum
39. Sphaerostephanos dichrotrichus (Copel.) Holttum
40. Sphaerostephanos dimidiolobatus Holttum
41. Sphaerostephanos diminutus (Copel.) M. G. Price
42. Sphaerostephanos dimorphus (Brause) Holttum
43. Sphaerostephanos diversilobus (C.Presl) Holttum
44. Sphaerostephanos doodioides (Copel.) Holttum
45. Sphaerostephanos echinosporus (Alderw.) Holttum
46. Sphaerostephanos efogensis Holttum
47. Sphaerostephanos ekutiensis Holttum
48. Sphaerostephanos elatus (Bojer) Holttum
49. Sphaerostephanos ellipticus (Rosenst.) Holttum
50. Sphaerostephanos eminens (Baker) Holttum
51. Sphaerostephanos erectus (Copel) Holttum
52. Sphaerostephanos erwinii Holttum
53. Sphaerostephanos exindusiatus Holttum
54. Sphaerostephanos flavoviridis Holttum
55. Sphaerostephanos foliolosus Holttum
56. Sphaerostephanos foxworthyi Holttum
57. Sphaerostephanos gaudichaudii Holttum
58. Sphaerostephanos glandulosus (Blume) S.E.Fawc. & A.R.Sm.
59. Sphaerostephanos grandescens Holttum
60. Sphaerostephanos gregarius (Copel.) Holttum
61. Sphaerostephanos gymnorachis Holttum
62. Sphaerostephanos hamiferus (Alderw.) Holttum
63. Sphaerostephanos hastatopinnatus (Brause) Holttum
64. Sphaerostephanos hellwigensis Holttum
65. Sphaerostephanos hendersonii Holttum
66. Sphaerostephanos hernaezii Holttum
67. Sphaerostephanos heterocarpos (Blume) Holttum
68. Sphaerostephanos heterophyllus (C.Presl) S.E.Fawc. & A.R.Sm.
69. Sphaerostephanos hirsutus (Kunze ex Mett.) Holttum
70. Sphaerostephanos hispidifolius (Alderw.) Holttum
71. Sphaerostephanos hispiduliformis (C.Chr.) Holttum
72. Sphaerostephanos hoalensis Holttum
73. Sphaerostephanos hochreutineri (C.Chr.) Holttum
74. Sphaerostephanos humilis Holttum
75. Sphaerostephanos immucosus Holttum
76. Sphaerostephanos incisus (Copel.) S.E.Fawc. & A.R.Sm.
77. Sphaerostephanos inconspicuus (Copel.) Holttum
78. Sphaerostephanos indrapurae Holttum
79. Sphaerostephanos irayensis (Copel.) Holttum
80. Sphaerostephanos isomorphus Holttum
81. Sphaerostephanos kalkmanii Holttum
82. Sphaerostephanos kurzii Holttum
83. Sphaerostephanos lamii Holttum
84. Sphaerostephanos larutensis (Bedd.) C.Chr.
85. Sphaerostephanos lastreoides (C.Presl) Holttum
86. Sphaerostephanos latebrosus (Kunze ex Mett.) Holttum
87. Sphaerostephanos lithophyllus (Copel.) Holttum
88. Sphaerostephanos lobangensis (C. Chr.) Holttum
89. Sphaerostephanos lobatus (Copel.) Holttum
90. Sphaerostephanos loherianus (Christ) Holttum
91. Sphaerostephanos longbawanensis (K.Iwats. & M.Kato) S.E.Fawc. & A.R.Sm.
92. Sphaerostephanos maemonensis (W.H.Wagner & Grether) Holttum
93. Sphaerostephanos magnus (Copel.) Holttum
94. Sphaerostephanos major (Copel.) Holttum
95. Sphaerostephanos makassaricus Holttum
96. Sphaerostephanos maximus (K.Iwats. & M.Kato) S.E.Fawc. & A.R.Sm.
97. Sphaerostephanos melanophlebius (Copel.) S.E.Fawc. & A.R.Sm.
98. Sphaerostephanos melanorachis Holttum
99. Sphaerostephanos menadensis Holttum
100. Sphaerostephanos mengenianus Holttum
101. Sphaerostephanos metcalfei (Baker) Holttum
102. Sphaerostephanos microlonchus (Christ) S.E.Fawc. & A.R.Sm.
103. Sphaerostephanos micropinnatus (Holttum) S.E.Fawc. & A.R.Sm.
104. Sphaerostephanos mindorensis Holttum
105. Sphaerostephanos mjobergii Holttum
106. Sphaerostephanos morotaiensis Holttum
107. Sphaerostephanos moseleyi Holttum
108. Sphaerostephanos multiauriculatus (Copel.) Holttum
109. Sphaerostephanos muluensis Holttum
110. Sphaerostephanos mundus (Rosenst.) Holttum
111. Sphaerostephanos mutabilis (Brause) Holttum
112. Sphaerostephanos nakaikei Holttum
113. Sphaerostephanos neotoppingii Holttum
114. Sphaerostephanos norrisii (Rosenst.) Holttum
115. Sphaerostephanos novae-britanniae  Holttum
116. Sphaerostephanos novoguineensis (Brause) Holttum
117. Sphaerostephanos nudisorus Holttum
118. Sphaerostephanos obtusifolius (Rosenst.) Holttum
119. Sphaerostephanos omatianus Holttum
120. Sphaerostephanos oosorus (Baker) Holttum
121. Sphaerostephanos paripinnatus (Copel.) Holttum
122. Sphaerostephanos penniger (Hook.) Holttum
123. Sphaerostephanos pentaphyllus (Rosenst.) S.E.Fawc. & A.R.Sm.
124. Sphaerostephanos perglanduliferus (Alderw.) Holttum
125. Sphaerostephanos petiolatus (K.Iwats. & M.Kato) S.E.Fawc. & A.R.Sm.
126. Sphaerostephanos pilosissimus Holttum
127. Sphaerostephanos pilosiusculus (Racib.) S.E.Fawc. & A.R.Sm.
128. Sphaerostephanos pilososquamatus (Alderw.) Holttum
129. Sphaerostephanos plurifolius (Alderw.) Holttum
130. Sphaerostephanos plurivenosus Holttum
131. Sphaerostephanos polisianus Holttum
132. Sphaerostephanos polycarpus (Blume) Copel.
133. Sphaerostephanos polyotis (C.Chr.) Holttum
134. Sphaerostephanos porphyricola (Copel.) Holttum
135. Sphaerostephanos posthumi Holttum
136. Sphaerostephanos potamios Holttum
137. Sphaerostephanos productus (Kaulf.) Holttum
138. Sphaerostephanos pseudomegaphyllus (Alderw.) Holttum
139. Sphaerostephanos pterosporus (Alderw.) Holttum
140. Sphaerostephanos pullenii Holttum
141. Sphaerostephanos pycnosorus (C.Chr.) Holttum
142. Sphaerostephanos reconditus Holttum
143. Sphaerostephanos reineckei (C.Chr.) Holttum
144. Sphaerostephanos richardsii (Baker) Holttum
145. Sphaerostephanos rigidus (Ridl.) Holttum
146. Sphaerostephanos roemerianus (Rosenst.) Holttum
147. Sphaerostephanos rudis (Ridl.) Holttum
148. Sphaerostephanos sagittifolius (Blume) Holttum
149. Sphaerostephanos santomasii Holttum
150. Sphaerostephanos sarasinorum Holttum
151. Sphaerostephanos scandens Holttum
152. Sphaerostephanos scopulorum (Holttum) S.E.Fawc. & A.R.Sm.
153. Sphaerostephanos semicordatus Holttum
154. Sphaerostephanos semimetralis Holttum
155. Sphaerostephanos seramensis (M. Kato) comb. ined.
156. Sphaerostephanos sessilipinna (Copel.) Holttum
157. Sphaerostephanos simplicifolius (J.Sm. ex Hook.) Holttum
158. Sphaerostephanos solutus Holttum
159. Sphaerostephanos spenceri (Copel. ex Christ) Holttum
160. Sphaerostephanos squamatellus Holttum
161. Sphaerostephanos stenodontus (Copel.) Holttum
162. Sphaerostephanos stipellatus (Blume) Holttum
163. Sphaerostephanos stresemannii Holttum
164. Sphaerostephanos subalpinus (Alderw.) Holttum
165. Sphaerostephanos subappendiculatus (Copel.) S.E.Fawc. & A.R.Sm.
166. Sphaerostephanos subcanescens Holttum
167. Sphaerostephanos subcordatus Holttum
168. Sphaerostephanos suboppositus Holttum
169. Sphaerostephanos subpectinatus (Copel.) Holttum
170. Sphaerostephanos subtruncatus (Bory) Holttum
171. Sphaerostephanos subulifolius (Alderw.) Holttum
172. Sphaerostephanos sudesticus Holttum
173. Sphaerostephanos superbus (Brause) S.E.Fawc. & A.R.Sm.
174. Sphaerostephanos taiwanensis (C.Chr.) Holttum ex Kuo
175. Sphaerostephanos tamiensis (Brause) comb. ined.
176. Sphaerostephanos tandikatensis (Alderw.) Holttum
177. Sphaerostephanos telefominicus Holttum
178. Sphaerostephanos tephrophyllus (Copel.) Holttum
179. Sphaerostephanos tibangensis (C.Chr.) Holttum
180. Sphaerostephanos trichochlamys Holttum
181. Sphaerostephanos trimetralis Holttum
182. Sphaerostephanos uaniensis Holttum
183. Sphaerostephanos uniauriculatus (Copel.) Holttum
184. Sphaerostephanos urdanetensis (Copel.) Holttum
185. Sphaerostephanos veitchii Holttum
186. Sphaerostephanos vestigiatus (Copel.) Holttum
187. Sphaerostephanos warburgii (Kuhn & C. Chr.) Holttum
188. Sphaerostephanos wauensis Holttum
189. Sphaerostephanos williamsii (Copel.) Holttum
190. Sphaerostephanos woitapensis Holttum
191. Sphaerostephanos womersleyi (Holttum) S.E.Fawc. & A.R.Sm.

## Sinonimi
- Mesochlaena R.Br., Benn. & Br. (nom. illeg.)
- Proferea C.Presl
- Thelypteris subgen.Glaphyropteridopsis sect.Neocyclosorus K.Iwats.
- Thelypteris subgen.Pneumatopteris sect.Macrocyclosorus K.Iwats.
- Thelypteris subgen.Sphaerostephanos K.Iwats.
- Cyclosorus subgen.Sphaerostephanos (J.Sm.) Panigrahi